# Park Kang-jo
Park Kang-Jo (Amagasaki, 24 de janeiro de 1980) é um ex-futebolista profissional sul-coreano, que atuava como meio-campo.

## Carreira
Park Jae-hong representou a Seleção Sul-Coreana de Futebol nas Olimpíadas de 2000.